# Røra Station
Røra Station (Røra stasjon) er en jernbanestation på Nordlandsbanen, der ligger i bygden Røra i Inderøy kommune i Norge. Stationen består af krydsningsspor, to perroner, et læskur og en tidligere stationsbygning i rødmalet træ.
Stationen åbnede 15. november 1905, da banen blev forlænget fra Verdal til Sunnan. Oprindeligt hed den Salberg, men den skiftede navn til Røra 1. august 1918. Den blev fjernstyret 6. december 1977 og gjort ubemandet 11. august 2003.
Stationsbygningen blev opført i 1905 efter tegninger af Paul Armin Due. Efter åbningen af stationen opstod der en lille stationsby i området, og bygdens centrum blev efterhånden flyttet dertil fra havnestedet Hylla, der havde anløb af dampskibe.